# 딥클루프 암석 주거지

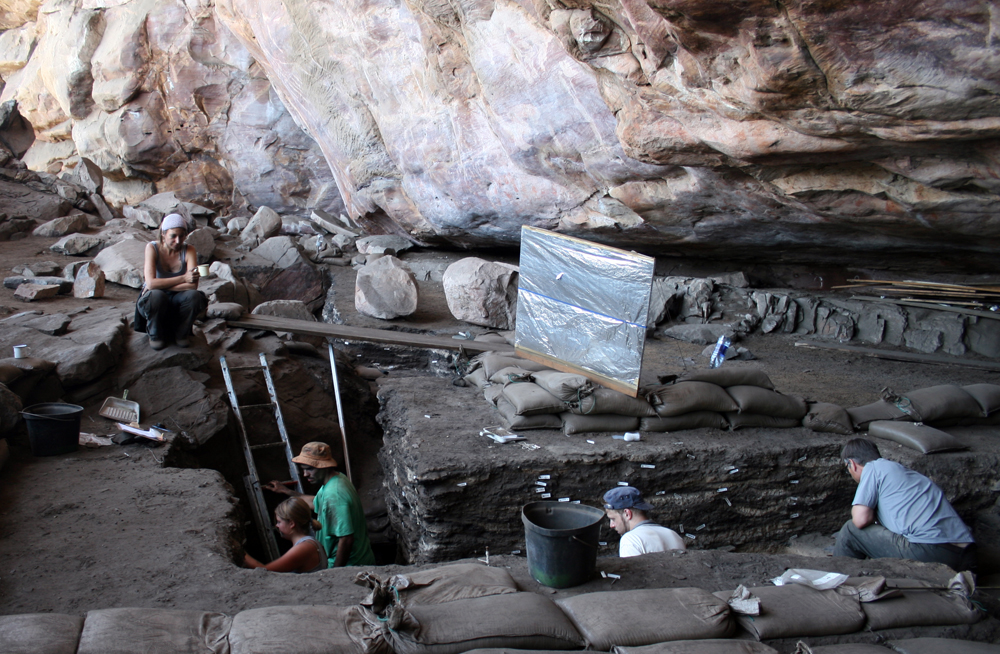
2009년 현장 계절 발굴의 전반적 광경

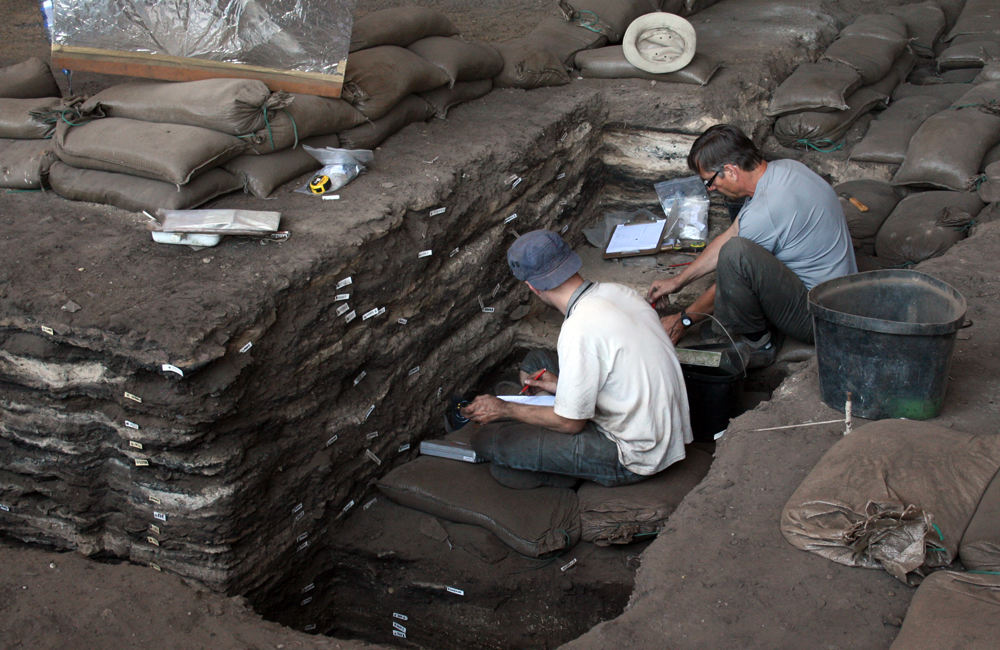
매장층 상단의 발굴

딥클루프 암석 주거지는 남아프리카 공화국의 웨스턴케이프 주에 있는 암석 주거지로, 타조 알 껍질 수조에 새겨진 양식의 형태로 인간의 상징 사용에 대한 가장 초기의 증거 중 일부가 발견되었다. 이 시기는 약 6만 년 전이다.